# موجا (اسپانیا)
موجا (به اسپانیایی: Moya) یک دهستان در اسپانیا است که در استان لاسپالماس واقع شده‌است. موجا ۳۱٫۸۷ کیلومتر مربع مساحت و ۷٬۹۷۷ نفر جمعیت دارد.